# Tanafjorden
Tanafjorden (nordsamisk: Deanuvuotna) er en fjord i kommunerne Gamvik, Berlevåg og Tana, i Troms og Finnmark fylke i Norge. Fjorden strækker sig 66 km mod syd til bygden Smalfjord i bunden af fjorden og ligger mellem Nordkinnhalvøen i vest og Varangerhalvøen i øst.
Fjorden har indløb mellem Omgangsnæsset i vest og Skarvenæsset i øst. Tanafjorden har mange fjordarme og de fleste bosættelser ligger i bunden af disse. Bygden Store Molvik på østsiden er en af undtagelserne og Lávvonjárga en anden næsten helt mod syd i fjorden.
Af fjordarme ligger på på vestsiden Tyfjorden, Skardfjorden, Rafjorden, Hopsfjorden og Langfjorden, og på østsiden Trollfjorden. Fjorden deler sig i fem grene. Fra vest til øst er disse Vestertana, Tarmfjorden, Smalfjorden, mundingen af Tanaelven og Leirpollen.
Riksvei 98 og Riksvei 890 går langs bunden af fjorden.